# إيلاريون فورونتسوف-داشكوف
الكونت إيلاريون إيفانوفيتش فورونتسوف-داشكوف (بالروسية : Илларио́н Ива́нович Воронцов-Даšков ؛ 27 مايو 1837 - 15 يناير 1916) كان جنرالًا ومسؤولًا روسيًا. شغل منصب وزير الممتلكات الإمبراطورية بين عامي 1881 و1897 ومنصب الحاكم العام للنيابة الملكية في القوقاز بين عامي 1905 و1915.

## حياته المهنية
وُلد إيلاريون فورونتسوف في 27 مايو 1837 في سانت بطرسبرغ. كان ينتمي إلى عائلة فورونتسوف النبيلة. شارك في غزو آسيا الوسطى في ستينيات القرن التاسع عشر، وعُيّن لواءً عام 1866. تولى قيادة فوج حرس الحياة من الفرسان بين عامي 1867 و1874. كانت تربطه علاقات ودية مع ألكسندر الثالث ملك روسيا المستقبلي، وبعد اغتيال والده، أسس فرقة مضادة للثورة، أو دروزينا، سُميت " الإخوانية المقدسة".
عيّن ألكسندر الثالث فورونتسوف-داشكوف مسؤولاً عن البلاط الإمبراطوري، وعيّنه قائداً عاماً لسلاح الفرسان. كما عُيّن مسؤولاً عن مزارع الخيول وكروم العنب الإمبراطورية. بعد تتويج نيكولاس الثاني، عُزل من منصب وزير الأملاك الإمبراطورية، ولكنه عُيّن بدلاً من ذلك في مجلس الدولة في الإمبراطورية الروسية. استدعت الثورة الروسية عام 1905 فورونتسوف إلى الخدمة الفعلية، وارتقى إلى قيادة نيابة القوقاز.
باعتباره نائب الملك قبل الأخير في القوقاز، نفذ فورونتسوف-داشكوف العديد من السياسات الإصلاحية، لكن فترة وجوده في منصبه شابها عصر عام من الثورة والحرب والاضطرابات الاجتماعية.
كان مسؤولاً رسميًا عن القوات الروسية المنتصرة في معركة ساريكاميش خلال الأشهر الأولى من الحرب العالمية الأولى، على الرغم من أن القيادة الفعلية كانت بيد الجنرال ألكسندر ميشلايفسكي. في سبتمبر 1915، أُقيل من القيادة وحل محله الدوق الأكبر نيكولاس. توفي في 15 يناير 1916 في قصر فورونتسوف.

## عائلة
تزوج عام 1867 من الكونتيسة إليزافيتا أندرييفنا شوفالوفا ، ابنة الكونت أندريه بتروفيتش شوفالوف. ويمثل أحفاد ابنه الأصغر ألكسندر الاستمرارية الوحيدة لعائلة فورونتسوف من حيث السلالة الذكورية.